# 一柳直高
一柳 直高（ひとつやなぎ なおたか）は、戦国時代から安土桃山時代にかけての美濃国の武将。

## 生涯
伊予河野氏の一族で美濃国厚見郡西野村（現在の岐阜県岐阜市西野町）に移り、一柳氏の祖となったとされる一柳宣高の子として生まれる。享年52から逆算すると享禄2年（1529年）生まれとなる。『寛政重修諸家譜』（以後『寛政譜』）では、名前、没年月日と没年齢が掲載されているが、父の遺跡を継いだということ以外に事績は記されていない。
昭和初期に一柳家の子孫が編纂した『一柳家史紀要』によれば、父は主君の土岐頼芸と行動をともにし（没年不明）、直高は「故有りて仕へず」生涯を終えたという。『美濃明細記』によれば、斎藤義龍・斎藤龍興・織田信長に仕えたとある。
『美濃明細記』には、弘治2年（1556年）の洪水の際には香林（直高）は西野村に住していたこと、西野村天神社を氏神としたことを載せる。岐阜市忠節町の天神神社によれば、この神社はもともと厚見郡今泉村にあったが、長良川の水害や兵火にかかって灰燼に帰した神社を、当地に住した「一柳氏」が氏神として崇敬して再興したという。
天正8年（1580年）7月2日、52歳で死去。『美濃明細記』では同年7月10日、62歳で死去とある
西野村の一柳家の屋敷跡は本願寺岐阜別院（浄土真宗本願寺派）となっている。本願寺岐阜別院によれば、元亀・天正年間（1570年 - 1592年）に顕如が美濃国を巡教した際に直高が帰依し、本願寺の門徒となった。直高の墓の傍らに建てられた寺が、本願寺岐阜別院の発祥であるという。『美濃明細記』によれば西野村が本願寺掛所および願誓寺の境内地になったのは慶長7年（1602年）のこととあり、『一柳家史紀要』によれば直高の墓所は不明という。

## 家族・親族
妻について『寛政譜』に記載はないが、稲葉一鉄の姪（姉の娘）を娶ったという。
子の一柳直末・一柳直盛は豊臣秀吉に仕えた。桑名城主となった一柳可遊（一柳右近将監）を甥（弟の藤兵衛の子）とする系図がある。天正18年（1590年）の小田原の役において、直末は3月29日の山中城攻めで戦死した。『寛政譜』では三男の直道（五郎兵衛）も7月9日に陣中で没したとある。直盛の子孫は、江戸時代初頭に伊予国に3つの藩（西条藩、小松藩、川之江藩（のち播磨小野藩））を立て、大名として続くことになる。また、快川紹喜の法嗣となった南化玄興も弟であるという。